# MYSELF (D-SHADEの曲)
「MYSELF」（マイセルフ）は、日本のヴィジュアル系ロックバンド、D-SHADEのメジャー5枚目のシングル。
2021年、ドラムのYUJIが自身のYouTubeチャンネルでセルフカバーを配信。

## 解説
- テレビ朝日系『長島三奈の熱闘!スポーツM18』エンディングテーマ

## 収録曲
1. MYSELF(4:29)
作詞:HIBIKI、作曲:KEN、編曲:D-SHADE
2. colors(4:39)
作詞:D-SHADE、作曲:YOSHIHIRO、編曲:D-SHADE

## 収録アルバム
- オリジナル『True』（1998年12月23日）
- ベスト『ZERO 〜 Single Collection 〜』（2000年5月31日）